# Zwangerschapscategorie
De zwangerschapscategorie van een geneesmiddel is een inschatting van het risico voor de vrucht tijdens de zwangerschap bij direct gebruik door de moeder van dat medicament. Risico's voor gebruik tijdens het geven van borstvoeding zijn hier niet bij inbegrepen.

## Verenigde Staten
In 1979 introduceerde de Amerikaanse Food and Drug Administration een classificatie gebaseerd op die van Zweden een jaar eerder.
| A | Veilig                | Goed gecontroleerd onderzoek heeft geen risico's laten zien in het eerste trimester van de zwangerschap; risico's in latere trimesters zijn niet aangetoond.              |
| B | Waarschijnlijk Veilig | Dierproeven hebben geen risico's aangetoond en er zijn geen aanwijzingen op basis van andere onderzoeken bij mens of dier die het tegendeel laten zien.                   |
| C | Mogelijk onveilig     | Dierproeven hebben risico's aangetoond maar er is geen betrouwbaar onderzoek bij mensen beschikbaar; de voordelen van gebruik kunnen opwegen tegen de mogelijke risico's. |
| D | Onveilig              | Er zijn aangetoonde risico's maar de voordelen van gebruik kunnen opwegen tegen de mogelijke risico's.                                                                    |
| X | Onbruikbaar onveilig  | Onderzoek heeft afwijkingen bij gebruik aangetoond; risico's wegen niet op tegen het beoogde nut van het medicament.                                                      |